# Evergestis vagabundalis
Evergestis vagabundalis is een vlinder uit de familie van de grasmotten (Crambidae). De wetenschappelijke naam van de soort is voor het eerst gepubliceerd in 1887 door Hugo Theodor Christoph.
De soort komt voor in Iran, Turkmenistan en Afghanistan.